# Juan Isaac Lovato
Juan Isaac Lovato (* 21. September 1904 in Quito; † 14. Januar 2001 in ebenda) war ein ecuadorianischer Professor der Rechtswissenschaft, Politiker und Botschafter.

## Leben
Juan Isaac Lovato war ein Sohn von Emperatriz Vargas Gallardo und Juan Lovato Betancourt. Er besuchte die Grundschule an der Schule von „El Cebollar“ und die weiterführende Schule am Colegio Nacional Mejía.
Von 1926 bis 1933 studierte er Rechtswissenschaft an der Universidad Central del Ecuador. 1933 entschied er eine Berufungsvorlesung zum Thema Federico González Suárez für sich und war von 1934 bis 1964 Dekan für Zivil- und Strafrecht dieser Universität.
1933 erhielt er die Zulassung als Rechtsanwalt. 1934 löste er Alejandro Ponce Borja auf dem Lehrstuhl für Zivilprozessordnung, und Verfassung der Rechtspflege ab, später wuchs ihm noch das Strafrecht und das Zivilrecht (Erb- und Schuldenrecht) zu. Er hatte den Universitätslehrstuhl mehr als 30 Jahre inne und kehrte in den letzten Jahren bis Oktober 2000 dorthin zurück. Er war zwei Mal Dekan der Fakultät für Rechts- und Sozialwissenschaften und Rektor der Zentraluniversität von Ecuador.

## Politiker
Er war Generalsekretär des Exekutivkomitees der Partido Socialista – Frente Amplio und firmierte als Herausgeber des Parteiorgans: La Tierra. Am 9. Juli 1944 gründete er mit Pedro Antonio Saad Niyaim in Quito auf Wunsch der Schriftstellerin und Dichterin Aurora Estrada y Ayala die Confederación de Trabajadores del Ecuador CTE, einen Gewerkschaftsbund, am Rand eines Kongresses der Partido Socialista – Frente Amplio. Saad wurde Vorsitzender und Lovato Stellvertreter.
Er war Delegierter der Provinz Pichincha in der Nationalen Konstituierenden Versammlung von 1945, Stellvertreter des Nationalen Kongresses, Minister für Soziales und Arbeit, Generalstaatsanwalt, Richter am Obersten Gerichtshof, Präsident der Ständigen Legislativkommission, Mitglied des Obersten Wahlgerichts und des Obersten Gerichts des Referendums, Rechtsberater zahlreicher Arbeitnehmerverbände, Mitglied des Beirats für auswärtige Beziehungen und des Patriotischen Ausschusses für Nationale Verteidigung (1942), Ratsmitglied der Gemeinde Quito, Präsident der Föderation der Rechtsanwälte von Ecuador, des Kollegiums und des Ehrengerichts der Rechtsanwälte von Quito sowie Mitglied der Anwaltsakademie von Quito.
Die ecuadorianische Delegation leitete das Treffen von San José de Costa Rica für die Menschenrechtskonvention und die Delegation bei den Vereinten Nationen für die Sitzungen, die sich mit dem Seerecht befassten. Von 1949 bis 1950 gehörte er unter dem Vorsitz von Guillermo Bustamante, Cevallos  mit Mariano Suárez Veintimilla Modesto Larrea Jijón, José María Egas und Humberto García Ortiz zu den Voceros des Tibunal Supremo Elektoral de Ecuador dem Wahlamt an.
Von 1961 bis 1963 war er im Regierungskabinett von Carlos Julio Arosemena Monroy mit Luis Pallares Zaldumbide, Ministro de Previsión Social. Vom 5. Mai 1972 bis 20. Juni 1973 war er der erste Botschafter Ecuadors in Moskau und wurde auch in Warschau akkreditiert.

## Auszeichnung
- Orden Nacional al Mérito en el grado de Gran Cruz
- Condecoración del Ilustre Municipio de Quito “Eugenio Espejo”.

## Familie
Er war verheiratet und verwitwet mit Inés Salvador. Ihr Sohn ist Juan José Lovato Salvador, verheiratet mit Jimena Saltos, seine Enkelkinder sind Jimena del Pilar, Juan Isaac und María José. Seine Urenkel sind María Paula, José Felipe Villacís Lovato und Matías Villacís Lovato.
Er starb zu Hause am Sonntag, dem 14. Januar 2001. Seitdem ruht er mit seiner Frau und seinen Eltern auf dem Cementerio de San Diego (Quito).

## Publikationen
- Programa Analítico de Derecho Procesal Civil Ecuatoriano”, 10 tomos, obra por la que recibió el Premio Universidad Central.
- Principios Constitucionales del Derecho Procesal Ecuatoriano.
- Principios Constitucionales del Derecho Laboral Ecuatoriano.
- Divorcio perfecto, Universitaria, 1957 - 350 S.
- El Derecho Contemporáneo

| Vorgänger               | Amt                                                                  | Nachfolger          |
| ----------------------- | -------------------------------------------------------------------- | ------------------- |
| Vincente Crespo Ordoñez | Ecuadorianischer Botschafter in Moskau 5. Mai 1972 bis 20. Juni 1973 | Jorge Icaza Coronel |